# Jacopo
Jacopo ist ein italienischer männlicher Vorname.

## Herkunft
Jacopo ist eine italienische Variante des Namens Jakob. Eine weitere Variante ist Giacobbe. Beide leiten sich von den lateinischen Namens Iacobus ab. Von dessen Variante Iacomus, aus dem ebenfalls der Name James hervorging, leitet sich der Name Giacomo ab.

## Bekannte Namensträger
- Jacopo Amigoni (1682–1752), italienischer Maler des Rokoko
- Jacopo Ammannati Piccolomini (1422–1479), italienischer Kardinal
- Jacopo d’Antonello  (* vor 1457–1508), italienischer Maler von Tafelbildern der Frührenaissance auf Sizilien
- Jacopo Appiani (1687–1742), italienischer Stuckateur des Rokoko
- Jacopo di Pietro Avanzi († um 1376), italienischer Maler
- Jacopo de’ Barbari (~1460/70–1516), italienischer Maler und Kupferstecher
- Jacopo Bassano (1515–1592), italienischer Maler der Renaissance
- Jacopo Bellini (um 1400 bis 1470/71), italienischer Maler der venezianischen Schule
- Jacopo Berengario da Carpi (~1470–~1530), bedeutendster vorvesalischer Anatom
- Jacopo Caldora (~1369–1439), italienischer Kondottiere
- Jacopo Contarini († 1280), 47. Doge von Venedig
- Jacopo Dezi (* 1992), italienischer Fußballspieler
- Jacopo de Dondi, auch Jacopo Dondi dall’Orologio (1293–1359), italienischer Arzt, Astronom und Uhrmacher
- Jacopo Facchin (* 1995), italienischer Grasskiläufer
- Jacopo Ferretti (1784–1852), italienischer Librettist
- Jacopo Fo (* 1955), italienischer Schriftsteller, Schauspieler, Karikaturist und Regisseur
- Jacopo Gattilusio (~1390–1428), Archon (Regent) von Lesbos
- Jacopo Guarnieri (* 1987), italienischer Radrennfahrer
- Jacopo Ligozzi (1547–1627), italienischer Maler
- Jacopo Marin (* 1984), italienischer Leichtathlet
- Jacopo Nardi (1476–1563), italienischer Historiker
- Jacopo Palma der Alte (~1480–1528), oberitalienischer Maler
- Jacopo Palma der Jüngere (~1548–1628), italienischer Maler und Radierer
- Jacopo Peri (1561–1633), italienischer Komponist
- Jacopo Petriccione (* 1995), italienischer Fußballspieler
- Jacopo da Pontormo (1494–1557), italienischer Maler
- Jacopo della Quercia (um 1374 oder 1367 bis 1438), italienischer Bildhauer der Frührenaissance
- Jacopo Riccati (1676–1754), italienischer Mathematiker
- Jacopo Sadoleto (1477–1547), italienischer Kardinal
- Jacopo Sala (* 1991), italienischer Fußballspieler
- Jacopo Saltarelli (* um 1459), italienisches Malermodell
- Jacopo Sansovino (1486–1570), italienischer Bildhauer und Architekt der Renaissance
- Jacopo Sannazaro (1458–1530), einer der führenden Dichter des Renaissance-Humanismus
- Jacopo Strada (1507–1588), italienischer Gelehrter, Maler, Architekt, Goldschmied, Numismatiker, Schriftsteller und Kunstsammler, sowie Erfinder
- Jacopo Tiepolo († 1249), 43. Doge von Venedig
- Jacopo Tintoretto (1518–1594), italienischer Maler
- Jacopo Vigneri, italienischer Maler der Renaissance auf Sizilien
- Jacopo Zabarella (1533–1589), italienischer Philosoph
- Jacopo Zucchi (1541–1589/90), florentinischer Maler